# Joseph Ellis
Joseph John Ellis (født 1943) er professor i historie ved Mount Holyoke College i Massachusetts i USA. Han fik Pulitzerprisen i 2001 for Founding Brothers: The Revolutionary Generation.